# Хендри, Колин
Э́двард Ко́лин Хе́ндри (англ. Edward Colin Hendry; 7 декабря 1965, Кит, Шотландия) — шотландский футболист, тренер. Выступал на позиции защитника. Бывший капитан национальной сборной Шотландии. Хендри начал свою профессиональную карьеру в клубе «Данди» в 1983 году. Будучи футболистом играл за многие британские команды, такие как «Блэкберн Роверс», «Манчестер Сити», «Рейнджерс», «Ковентри», «Болтон Уондерерс», «Престон Норт Энд» и «Блэкпул». В составе «бродяг» Колин стал чемпионом Англии в 1995 году, с «рейнджерами» — чемпионом и обладателем Кубка Шотландии в 1999 году. После окончания футбольной карьеры стал тренером. На настоящее время последним местом работы Хендри был клуб «Клайд», где он занимал пост главного тренера с июня 2007 по январь 2008, уйдя затем в отставку по семейным обстоятельствам.

## Клубная карьера
Колин Хендри на заре своей карьеры выступал преимущественно на позиции нападающего, первыми его командами были шотландские «Кит» и «Иславейл». Свой первый профессиональный контракт светловолосый шотландец подписал с клубом «Данди» в 1983 году. Через 4 года Хендри перебрался в английскую команду «Блэкберн Роверс», где окончательно переквалифицировался в защитника. За «бродяг» Колин отыграл более ста матчей, а в 1989 году перешёл в другой английский клуб — «Манчестер Сити», в составе которого в сезоне 1989/90 Хендри был назван «Игроком года». Но, когда «горожан» возглавил Питер Рид, шотландец перестал попадать в состав по причине того, что новый тренер не видел его в своей схеме игры.
Вследствие этого, Колин принял решение вернуться в «Роверс». Хендри идеально вписался в команду Кенни Далглиша, а сам «Блэкберн» добился блестящего успеха, став чемпионом страны.
В 1998 году шотландский «Рейнджерс» купил Колина за 4 миллиона фунтов стерлингов. Немалую роль в этом переходе сыграл главный тренер «Глазго» Дик Адвокаат, который очень хотел видеть Хендри в своей команде. Однако, даже несмотря на то, что «Рейнджерс» в 1999 году сделал своеобразный «хет-трик», выиграв все внутренние трофеи Шотландии (Шотландскую премьер-лигу, Кубок Шотландии и Кубок шотландской лиги) с участием Колина, голландский тренер разочаровался в Хендри, назвав его «игроком не своего типа». После этого шотландец так и не смог снова заиграть ни в одной из следующих своих команд коими были «Ковентри», «Болтон Уондерерс», «Престон Норт Энд» и «Блэкпул». В возрасте 38 лет шотландец решил повесить бутсы на гвоздь.
За свою 20-летнюю карьеру Колин Хендри сыграл более чем в 500 матчах различных лиг и забил более сорока голов.

## Сборная Шотландии
За национальную команду Шотландии Хендри провёл 51 матч, даже несмотря на тот факт, что дебютировал он в ней достаточно поздно — в 27 лет. Колин являлся капитаном «тартановой армии» на Чемпионате мира 1998 года во Франции. В своем последнем матче за шотландцев Хендри сумел сделать дубль. Это произошло 28 марта 2001 года, когда «горцы» встречались с Сан-Марино. Поединок был омрачён инцидентом на последней минуте игры, когда Колин тайком от судьи локтем ударил в лицо игрока «серениссимы» Николу Альбани, дебютировавшего за свою сборную в этой встрече. Комитет УЕФА, рассмотрев данный эпизод, вынес решение дисквалифицировать шотландца на 6 игр сборной и оштрафовала его на 10 тысяч швейцарских франков. Сам Колин прокомментировал ситуацию так:
Я признаю свою вину. Моя отмашка — всего лишь реакция на провокацию Албани. Я инстинктивно, почувствовав удар в область ребер, оттолкнул игрока.
Вскоре после этого Хендри объявил о завершении своих выступлений за «тартановую армию».

## Тренерская карьера
Дебют шотландца в качестве главного тренера состоялся в июне 2004 года, когда он был назначен на этот пост в свой бывший клуб «Блэкпул». Первый блин оказался комом — в ноябре 2005 года Хендри был уволен со своей должности в связи с неудовлетворительными результатами команды.
С сентября 2006 года Колин в должности ассистента главного тренера работал в английском клубе «Бостон Юнайтед», а в июне следующего года принял предложение возглавить шотландскую команду «Клайд». Первые три игры под руководством Хендри клуб проиграл. Дебютная победа пришла к «Клайду» в августе 2007 года, когда в матче Кубка Шотландии команда переиграла представителя Второго дивизиона Шотландии «Куин оф зе Саут». С ноября по декабрь 2007 года «Клайд» выдал серию из 6 матчей без поражений. Она оборвалась в матче четвёртого круга Кубка Шотландии, когда команда с минимальным счётом 0-1 уступила другому бывшему клубу Хендри «Данди Юнайтед».
18 января 2008 года Колин Хендри вынужден был покинуть пост наставника «Клайда» по семейным обстоятельствам.

## Личная жизнь
Этими семейными обстоятельствами стало ухудшившееся здоровье жены Колина — Денис. В апреле 2002 года для восстановления фигуры после рождения ребёнка, она решилась на косметическое вмешательство, липосакцию. Пластическая операция прошла неудачно, вследствие чего Денис на 5 недель впала в кому. Тогда её удалось спасти, хотя здоровью был нанесён непоправимый вред, включая остановку сердца на 4 минуты и заражение менингитом, от которого она в дальнейшем и лечилась. 10 июля 2008 года в возрасте 42-х лет Денис умерла в королевской больнице «Солфорд», где она проходила курс лечения от послеоперационной инфекции.
Колин и Денис прожили вместе 20 лет. В результате этого союза на свет появилось 4 ребёнка — Риган (родилась в 1989 в Блэкберне, Ланкашир), Кайл (Блэкберн, Ланкашир), Калум Стюарт (1994; Стокпорт, Большой Манчестер) и Ниам Бригит (2000; Рочдейл, Большой Манчестер).

## Карьерная статистика

### Матчи и голы за сборную Шотландии
| №  | Дата            | Место                                              | Оппонент             | Счёт | Голы Хендри | Соревнование                                                      |
| 1  | 19 мая 1993     | «Кадриорг», Таллин, Эстония                        | Эстония              | 3:0  | —           | Отборочный матч чемпионата мира по футболу 1994                   |
| 2  | 2 июня 1993     | «Питтодри», Абердин, Шотландия                     | Эстония              | 3:1  | —           | Отборочный матч чемпионата мира по футболу 1994                   |
| 3  | 17 ноября 1993  | Национальный стадион, Та'Кали, Мальта              | Мальта               | 2:0  | 1           | Отборочный матч чемпионата мира по футболу 1994                   |
| 4  | 23 марта 1994   | «Хэмпден Парк», Глазго, Шотландия                  | Нидерланды           | 0:1  | —           | Товарищеский матч                                                 |
| 5  | 20 апреля 1994  | «Эрнст Хаппель», Вена, Австрия                     | Австрия              | 2:1  | —           | Товарищеский матч                                                 |
| 6  | 27 мая 1994     | «Галгенваард», Утрехт, Нидерланды                  | Нидерланды           | 1:3  | —           | Товарищеский матч                                                 |
| 7  | 7 сентября 1994 | Олимпийский стадион, Хельсинки, Финляндия          | Финляндия            | 2:0  | —           | Отборочный матч чемпионата Европы по футболу 1996                 |
| 8  | 12 октября 1994 | «Хэмпден Парк», Глазго, Шотландия                  | Фарерские острова    | 5:1  | —           | Отборочный матч чемпионата Европы по футболу 1996                 |
| 9  | 18 декабря 1994 | Олимпийский стадион, Афины, Греция                 | Греция               | 0:1  | —           | Отборочный матч чемпионата Европы по футболу 1996                 |
| 10 | 29 марта 1995   | «Лужники», Москва, Россия                          | Россия               | 0:0  | —           | Отборочный матч чемпионата Европы по футболу 1996                 |
| 11 | 26 апреля 1995  | Олимпийский стадион, Серравалле, Сан-Марино        | Сан-Марино           | 2:0  | —           | Отборочный матч чемпионата Европы по футболу 1996                 |
| 12 | 6 сентября 1995 | «Хэмпден Парк», Глазго, Шотландия                  | Финляндия            | 1:0  | —           | Отборочный матч чемпионата Европы по футболу 1996                 |
| 13 | 11 октября 1995 | «Росунда», Стокгольм, Швеция                       | Швеция               | 0:2  | —           | Товарищеский матч                                                 |
| 14 | 15 ноября 1995  | «Хэмпден Парк», Глазго, Шотландия                  | Сан-Марино           | 5:0  | —           | Отборочный матч чемпионата Европы по футболу 1996                 |
| 15 | 27 марта 1996   | «Хэмпден Парк», Глазго, Шотландия                  | Австралия            | 1:0  | —           | Товарищеский матч                                                 |
| 16 | 24 апреля 1996  | «Паркен», Копенгаген, Дания                        | Дания                | 0:2  | —           | Товарищеский матч                                                 |
| 17 | 26 мая 1996     | «Уиллоу Брук Парк», Нью-Бритен, США                | США                  | 1:2  | —           | Товарищеский матч                                                 |
| 18 | 29 мая 1996     | «Майами Оранж Боул», Майами, США                   | Колумбии             | 0:1  | —           | Товарищеский матч                                                 |
| 19 | 10 июня 1996    | «Вилла Парк», Бирмингем, Англия                    | Нидерланды           | 1:1  | —           | Чемпионат Европы по футболу 1996 (финальные игры, групповой этап) |
| 20 | 15 июня 1996    | «Уэмбли», Лондон, Англия                           | Англия               | 0:2  | —           | Чемпионат Европы по футболу 1996 (финальные игры, гупповой этап)  |
| 21 | 18 июня 1996    | «Вилла Парк», Бирмингем, Англия                    | Швейцария            | 1:0  | —           | Чемпионат Европы по футболу 1996 (финальные игры, групповой этап) |
| 22 | 31 августа 1996 | «Эрнст Хаппель», Вена, Австрия                     | Австрия              | 0:0  | —           | Отборочный матч чемпионата мира по футболу 1998                   |
| 23 | 10 ноября 1996  | «Айброкс», Глазго, Шотландия                       | Швеция               | 1:0  | —           | Отборочный матч чемпионата мира по футболу 1998                   |
| 24 | 11 февраля 1997 | «Луи II», Фонвьей, Монако                          | Эстония              | 0:0  | —           | Отборочный матч чемпионата мира по футболу 1998                   |
| 25 | 29 марта 1997   | «Регби Парк», Килмарнок, Шотландия                 | Эстония              | 2:0  | —           | Отборочный матч чемпионата мира по футболу 1998                   |
| 26 | 2 апреля 1997   | «Селтик Парк», Глазго, Шотландия                   | Австрия              | 2:0  | —           | Отборочный матч чемпионата мира по футболу 1998                   |
| 27 | 30 апреля 1997  | «Уллеви», Гётеборг, Швеция                         | Швеция               | 1:2  | —           | Отборочный матч чемпионата мира по футболу 1998                   |
| 28 | 11 октября 1997 | «Селтик Парк», Глазго, Шотландия                   | Латвия               | 2:0  | —           | Отборочный матч чемпионата мира по футболу 1998                   |
| 29 | 25 марта 1998   | «Айброкс», Глазго, Шотландия                       | Дания                | 0:1  | —           | Товарищеский матч                                                 |
| 30 | 22 апреля 1998  | «Истер Роуд», Эдинбург, Шотландия                  | Финляндия            | 1:1  | —           | Товарищеский матч                                                 |
| 31 | 23 мая 1998     | «Джайентс», Нью-Йорк, США                          | Колумбия             | 2:2  | —           | Товарищеский матч                                                 |
| 32 | 30 мая 1998     | Стадион имени Роберта Ф. Кеннеди, Вашингтон, США   | США                  | 0:0  | —           | Товарищеский матч                                                 |
| 33 | 10 июня 1998    | «Стад де Франс», Париж, Франция                    | Бразилия             | 1:2  | —           | Чемпионат мира по футболу 1998 (финальные игры, групповой этап)   |
| 34 | 16 июня 1998    | «Стад де Парк Лескюр», Бордо, Франция              | Норвегия             | 1:1  | —           | Чемпионат мира по футболу 1998 (финальные игры, групповой этап)   |
| 35 | 23 июня 1998    | «Жеффруа Гишар», Сент-Этьен, Франция               | Марокко              | 0:3  | —           | Чемпионат мира по футболу 1998 (финальные игры, групповой этап)   |
| 36 | 5 сентября 1998 | «Жальгирис», Вильнюс, Литва                        | Литва                | 0:0  | —           | Отборочный матч чемпионата Европы по футболу 2000                 |
| 37 | 10 октября 1998 | «Тайнкасл», Эдинбург, Шотландия                    | Эстония              | 3:2  | —           | Отборочный матч чемпионата Европы по футболу 2000                 |
| 38 | 14 октября 1998 | «Питтодри», Абердин, Шотландия                     | Фарерские острова    | 2:1  | —           | Отборочный матч чемпионата Европы по футболу 2000                 |
| 39 | 28 апреля 1999  | «Везерштадион», Бремен, Германия                   | Германия             | 1:0  | —           | Товарищеский матч                                                 |
| 40 | 4 сентября 1999 | Олимпийский стадион, Сараево, Босния и Герцеговина | Босния и Герцеговина | 2:1  | —           | Отборочный матч чемпионата Европы по футболу 2000                 |
| 41 | 8 сентября 1999 | «Кадриорг», Таллин, Эстония                        | Эстония              | 0:0  | —           | Отборочный матч чемпионата Европы по футболу 2000                 |
| 42 | 5 октября 1999  | «Айброкс», Глазго, Шотландия                       | Босния и Герцеговина | 1:0  | —           | Отборочный матч чемпионата Европы по футболу 2000                 |
| 43 | 13 ноября 1999  | «Хэмпден Парк», Глазго, Шотландия                  | Англия               | 0:2  | —           | Отборочный матч чемпионата Европы по футболу 2002 (стыковые игры) |
| 44 | 17 ноября 1999  | «Уэмбли», Лондон, Англия                           | Англия               | 1:0  | —           | Отборочный матч чемпионата Европы по футболу 2002 (стыковые игры) |
| 45 | 29 марта 2000   | «Хэмпден Парк», Глазго, Шотландия                  | Франция              | 0:2  | —           | Товарищеский матч                                                 |
| 46 | 2 сентября 2000 | «Сконто», Рига, Латвия                             | Латвия               | 1:0  | —           | Отборочный матч чемпионата мира по футболу 2002                   |
| 47 | 7 октября 2000  | Олимпийский стадион, Серравалле, Сан-Марино        | Сан-Марино           | 2:0  | —           | Отборочный матч чемпионата мира по футболу 2002                   |
| 48 | 11 октября 2000 | «Максимир», Загреб, Хорватия                       | Хорватия             | 1:1  | —           | Отборочный матч чемпионата мира по футболу 2002                   |
| 49 | 15 ноября 2000  | «Хэмпден Парк», Глазго, Шотландия                  | Австралия            | 0:2  | —           | Товарищеский матч                                                 |
| 50 | 24 марта 2001   | «Хэмпден Парк», Глазго, Шотландия                  | Бельгия              | 2:2  | —           | Отборочный матч чемпионата мира по футболу 2002                   |
| 51 | 28 марта 2001   | «Хэмпден Парк», Глазго, Шотландия                  | Сан-Марино           | 4:0  | 2           | Отборочный матч чемпионата мира по футболу 2002                   |

Итого: 51 матч / 3 гола; 24 победы, 11 ничьих, 16 поражений.

#### Сводная статистика игр/голов за сборную
| Сборная          | Год              | Отборочные матчи ЧМ | Отборочные матчи ЧМ | Финальные матчи ЧМ | Финальные матчи ЧМ | Отборочные матчи ЧЕ | Отборочные матчи ЧЕ | Финальные матчи ЧЕ | Финальные матчи ЧЕ | Товарищеские матчи | Товарищеские матчи | Итого | Итого |
| Сборная          | Год              | Игры                | Голы                | Игры               | Голы               | Игры                | Голы                | Игры               | Голы               | Игры               | Голы               | Игры  | Голы  |
| ---------------- | ---------------- | ------------------- | ------------------- | ------------------ | ------------------ | ------------------- | ------------------- | ------------------ | ------------------ | ------------------ | ------------------ | ----- | ----- |
| Шотландия        | 1993             | 3                   | 1                   | —                  | —                  | —                   | —                   | —                  | —                  | —                  | —                  | 3     | 1     |
| Шотландия        | 1994             | —                   | —                   | —                  | —                  | 3                   | 0                   | —                  | —                  | 3                  | 0                  | 6     | 0     |
| Шотландия        | 1995             | —                   | —                   | —                  | —                  | 4                   | 0                   | —                  | —                  | 1                  | 0                  | 5     | 0     |
| Шотландия        | 1996             | 2                   | 0                   | —                  | —                  | —                   | —                   | 3                  | 0                  | 4                  | 0                  | 9     | 0     |
| Шотландия        | 1997             | 5                   | 0                   | —                  | —                  | —                   | —                   | —                  | —                  | —                  | —                  | 5     | 0     |
| Шотландия        | 1998             | —                   | —                   | 3                  | 0                  | 3                   | 0                   | —                  | —                  | 4                  | 0                  | 10    | 0     |
| Шотландия        | 1999             | —                   | —                   | —                  | —                  | 5                   | 0                   | —                  | —                  | 1                  | 0                  | 6     | 0     |
| Шотландия        | 2000             | 3                   | 0                   | —                  | —                  | —                   | —                   | —                  | —                  | 2                  | 0                  | 5     | 0     |
| Шотландия        | 2001             | —                   | —                   | —                  | —                  | —                   | —                   | —                  | —                  | 2                  | 2                  | 2     | 2     |
| Всего за карьеру | Всего за карьеру | 13                  | 1                   | 3                  | 0                  | 15                  | 0                   | 3                  | 0                  | 17                 | 2                  | 51    | 3     |

### Клубная статистика
| Клуб             | Сезон            | Чемпионат | Чемпионат | Кубок | Кубок | Кубок Лиги | Кубок Лиги | Еврокубки | Еврокубки | Итого | Итого |
| Клуб             | Сезон            | Игры      | Голы      | Игры  | Голы  | Игры       | Голы       | Игры      | Голы      | Игры  | Голы  |
| ---------------- | ---------------- | --------- | --------- | ----- | ----- | ---------- | ---------- | --------- | --------- | ----- | ----- |
| Данди            | 1983/84          | 4         | 0         | -     | -     | -          | -          | -         | -         | -     | -     |
| Данди            | 1984/85          | 4         | 0         | -     | -     | -          | -          | -         | -         | -     | -     |
| Данди            | 1985/86          | 20        | 0         | -     | -     | -          | -          | -         | -         | -     | -     |
| Данди            | 1986/87          | 13        | 2         | -     | -     | -          | -          | -         | -         | -     | -     |
| Блэкберн Роверс  | 1986/87          | 13        | 3         | -     | -     | -          | -          | -         | -         | -     | -     |
| Блэкберн Роверс  | 1987/88          | 44        | 12        | -     | -     | -          | -          | -         | -         | -     | -     |
| Блэкберн Роверс  | 1988/89          | 38        | 7         | -     | -     | -          | -          | -         | -         | -     | -     |
| Блэкберн Роверс  | 1989/90          | 7         | 0         | -     | -     | -          | -          | -         | -         | -     | -     |
| Манчестер Сити   | 1989/90          | 25        | 3         | -     | -     | -          | -          | -         | -         | -     | -     |
| Манчестер Сити   | 1990/91          | 32        | 1         | -     | -     | -          | -          | -         | -         | -     | -     |
| Манчестер Сити   | 1991/92          | 6         | 1         | -     | -     | -          | -          | -         | -         | -     | -     |
| Блэкберн Роверс  | 1991/92          | 30        | 4         | -     | -     | -          | -          | -         | -         | -     | -     |
| Блэкберн Роверс  | 1992/93          | 41        | 1         | -     | -     | -          | -          | -         | -         | -     | -     |
| Блэкберн Роверс  | 1993/94          | 23        | 0         | -     | -     | -          | -          | -         | -         | -     | -     |
| Блэкберн Роверс  | 1994/95          | 38        | 4         | -     | -     | -          | -          | -         | -         | -     | -     |
| Блэкберн Роверс  | 1995/96          | 33        | 1         | -     | -     | -          | -          | -         | -         | -     | -     |
| Блэкберн Роверс  | 1996/97          | 35        | 1         | -     | -     | -          | -          | -         | -         | -     | -     |
| Блэкберн Роверс  | 1997/98          | 34        | 1         | -     | -     | -          | -          | -         | -         | -     | -     |
| Рейнджерс        | 1998/99          | 19        | 0         | -     | -     | -          | -          | -         | -         | -     | -     |
| Рейнджерс        | 1999/00          | 2         | 0         | -     | -     | -          | -          | -         | -         | -     | -     |
| Ковентри         | 2000/01          | 22        | 3         | -     | -     | -          | -          | -         | -         | -     | -     |
| Ковентри         | 2001/02          | 3         | 0         | -     | -     | -          | -          | -         | -         | -     | -     |
| Болтон Уондерерс | 1999/00          | 9         | 0         | -     | -     | -          | -          | -         | -         | -     | -     |
| Болтон Уондерерс | 2000/01          | 2         | 0         | -     | -     | -          | -          | -         | -         | -     | -     |
| Престон Норт Энд | 2001/02          | 2         | 0         | -     | -     | -          | -          | -         | -         | -     | -     |
| Болтон Уондерерс | 2002/03          | 0         | 0         | -     | -     | -          | -          | -         | -         | -     | -     |
| Блэкпул          | 2002/03          | 14        | 0         | -     | -     | -          | -          | -         | -         | -     | -     |
| Всего за карьеру | Всего за карьеру | 515       | 44        | -     | -     | -          | -          | -         | -         | -     | -     |

(откорректировано по состоянию на 28 марта 2001)

## Достижения
«Блэкберн Роверс»:
- Обладатель Кубка полноправных членов: 1986/87
- Чемпион Англии: 1994/95
- Вице-чемпион Англии: 1993/94

 «Рейнджерс»:
- Чемпион Шотландии: 1998/99
- Обладатель Кубка Шотландии: 1998/99
- Обладатель Кубка шотландской лиги: 1998/99